# Sundawenang (Parung Kuda)
Sundawenang is een bestuurslaag in het regentschap Sukabumi van de provincie West-Java, Indonesië. Sundawenang telt 14.186 inwoners (volkstelling 2010).